# Lafitte (Louisiana)
Lafitte és una població dels Estats Units a l'estat de Louisiana. Segons el cens del 2000 tenia 1.576 habitants.

## Demografia
Segons el cens del 2000, Lafitte tenia 1.576 habitants, 556 habitatges, i 439 famílies. La densitat de població era de 106,8 habitants/km².
Dels 556 habitatges en un 33,5% hi vivien nens de menys de 18 anys, en un 66,5% hi vivien parelles casades, en un 7,9% dones solteres, i en un 21% no eren unitats familiars. En el 16% dels habitatges hi vivien persones soles el 5,9% de les quals corresponia a persones de 65 anys o més que vivien soles. El nombre mitjà de persones vivint en cada habitatge era de 2,83 i el nombre mitjà de persones que vivien en cada família era de 3,17.
Per edats la població es repartia de la següent manera: un 24,2% tenia menys de 18 anys, un 10,7% entre 18 i 24, un 26,6% entre 25 i 44, un 27,4% de 45 a 60 i un 11% 65 anys o més.
L'edat mediana era de 38 anys. Per cada 100 dones de 18 o més anys hi havia 106,6 homes.
La renda mediana per habitatge era de 33.872 $ i la renda mediana per família de 43.816 $. Els homes tenien una renda mediana de 32.782 $ mentre que les dones 25.729 $. La renda per capita de la població era de 14.839 $. Entorn del 14,3% de les famílies i el 15,9% de la població estaven per davall del llindar de pobresa.

## Poblacions més properes
El següent diagrama mostra les poblacions més properes.